# Јохеи Тојода
Јохеи Тојода (јап. 豊田 陽平; 11. април 1985) јапански је фудбалер.

## Каријера
Током каријере је играо за Нагоја Грампус, Кјото Санга, Саган Тосу и многе друге клубове.

## Репрезентација
За репрезентацију Јапана дебитовао је 2013. године. За тај тим је одиграо 8 утакмица и постигао 1 гол.

## Статистика
| Јапан  | Јапан   | Јапан  |
| Година | Наступи | Голови |
| ------ | ------- | ------ |
| 2013.  | 3       | 0      |
| 2014.  | 3       | 1      |
| 2015.  | 2       | 0      |
| Укупно | 8       | 1      |